# Geocapromys ingrahami
Geocapromys ingrahami är en däggdjursart som först beskrevs av J. A. Allen 1891.  Geocapromys ingrahami ingår i släktet kortsvansade bäverråttor och familjen bäverråttor. Inga underarter finns listade i Catalogue of Life.
Artepitet i det vetenskapliga namnet hedrar D. P. Ingrahm som fångade individen som användes för artens beskrivning (holotyp).

## Utseende
Arten blir 20 till 60 cm lång (huvud och bål) och därtill kommer en kort svans. Den genomsnittliga vikten ligger vid 660 g. Pälsens färg varierar mellan brun, svart, grå, vit eller röd.

## Utbredning
Denna bäverråtta lever endemisk på Bahamas. Habitatet utgörs av halvtorra skogar och buskskogar.
Arten är ögruppens enda nu levande, ursprungliga samt landbundna däggdjur. Alla andra däggdjur i Bahamas förekommer även i andra länder, är introducerade eller kan flyga.

## Ekologi
Födan utgörs av blad, frukter, vattenväxter och andra växtdelar.
Geocapromys ingrahami är aktiv på natten och den lever vanligen i par. Ibland iakttas exemplar som brottar med varandra men denna strid tolkas som en lek. Paret markerar reviret med urin. Denna märkning tolkas inte som en avgränsning av reviret mot artfränder utan som ett sätt att utbyta informationer. Djuret kan klättra i växtligheten men det äter oftast växtdelar som nås från marken.
Honor kan bli brunstiga under alla årstider. Efter 17 till 18 veckor dräktighet föds upp till fyra ungar per kull. Ungarna är vid födelsen väl utvecklade med päls och öppna ögon. De börjar redan efter några dagar med fast föda. Könsmognaden infaller efter cirka två år och vid denna tid lämnar ungar sin mor. Geocapromys ingrahami kan leva 6 till 12 år.
Geocapromys ingrahami vilar på dagen i sänkor och den går vanligen långsam på fyra fötter. Individerna gräver inte i marken och de saknar troligen simförmåga.
Innan större rovdjur introducerades hade arten inga naturliga fiender förutom människan. Rovfåglar som fiskgjuse och falkfåglar av släktet Falco fördrar mindre byten.

## Status
Tidigare minskade artens bestånd betydligt på grund av jakt, habitatförstöring och introducerade fiender som katt, hund och mangust. Det befarades tillfällig att arten var utdöd. Efter återupptäckten av levande exemplar inrättades 1968 ett jaktförbud och några individer flyttades till öar där hoten är mindre allvarliga. Populationerna som är kvar bedöms IUCN som stabil. De kan minskas avsevärd i samband med orkaner. IUCN kategoriserar arten globalt som sårbar.
Liksom andra bäverråttor jagades arten före européernas ankomst av Centralamerikas ursprungsbefolkning. Till exempel hittades kvarlevor av Geocapromys ingrahami i avfallshögar på ön San Salvador.